# 9-9-81
9-9-81 (บอก-เล่า-9-ศพ) é um filme de terror produzido na Tailândia e lançado em 2012.